# Hohe Matona

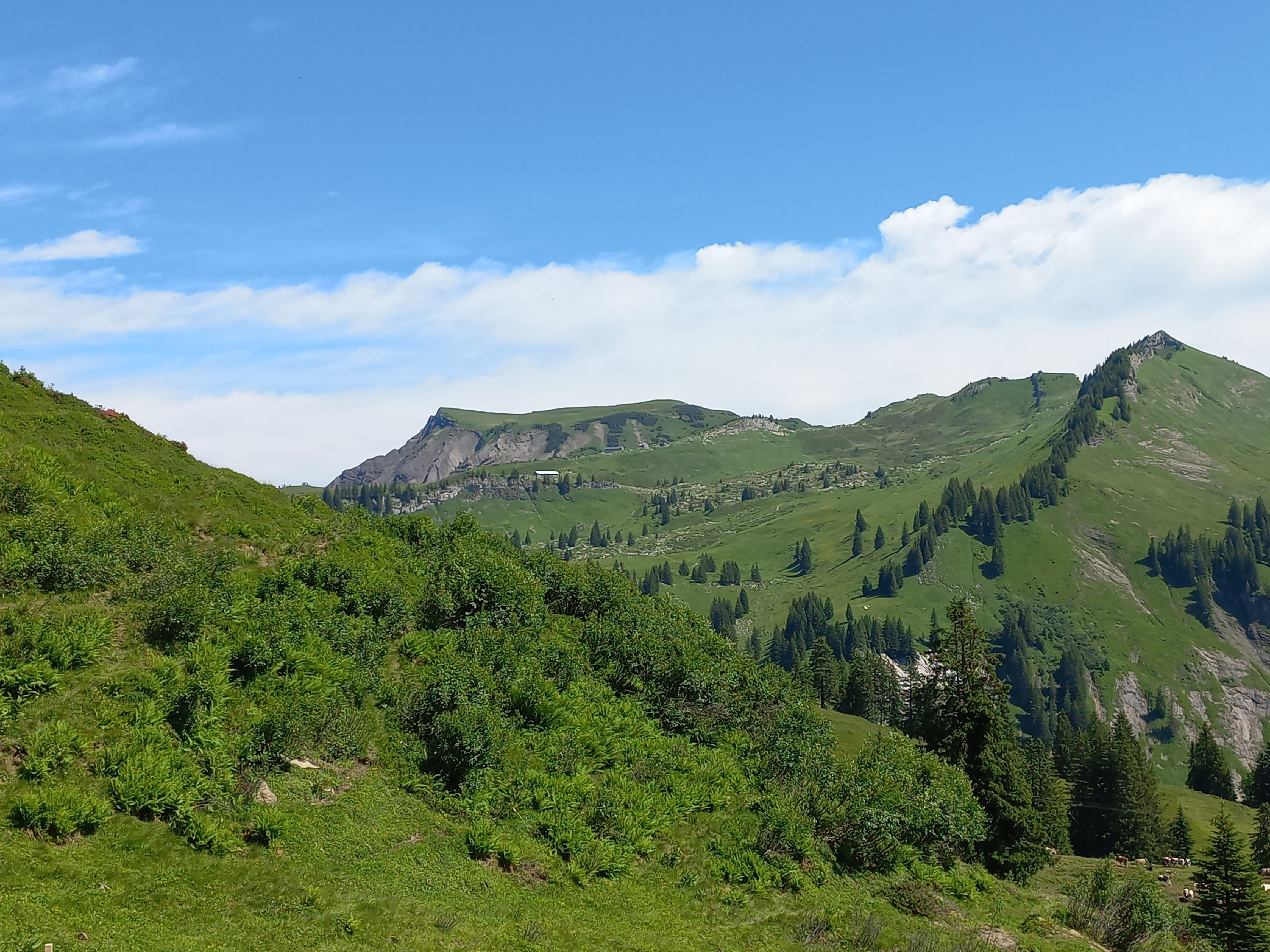
Hoher Freschen und Hohe Matona (ganz rechts)

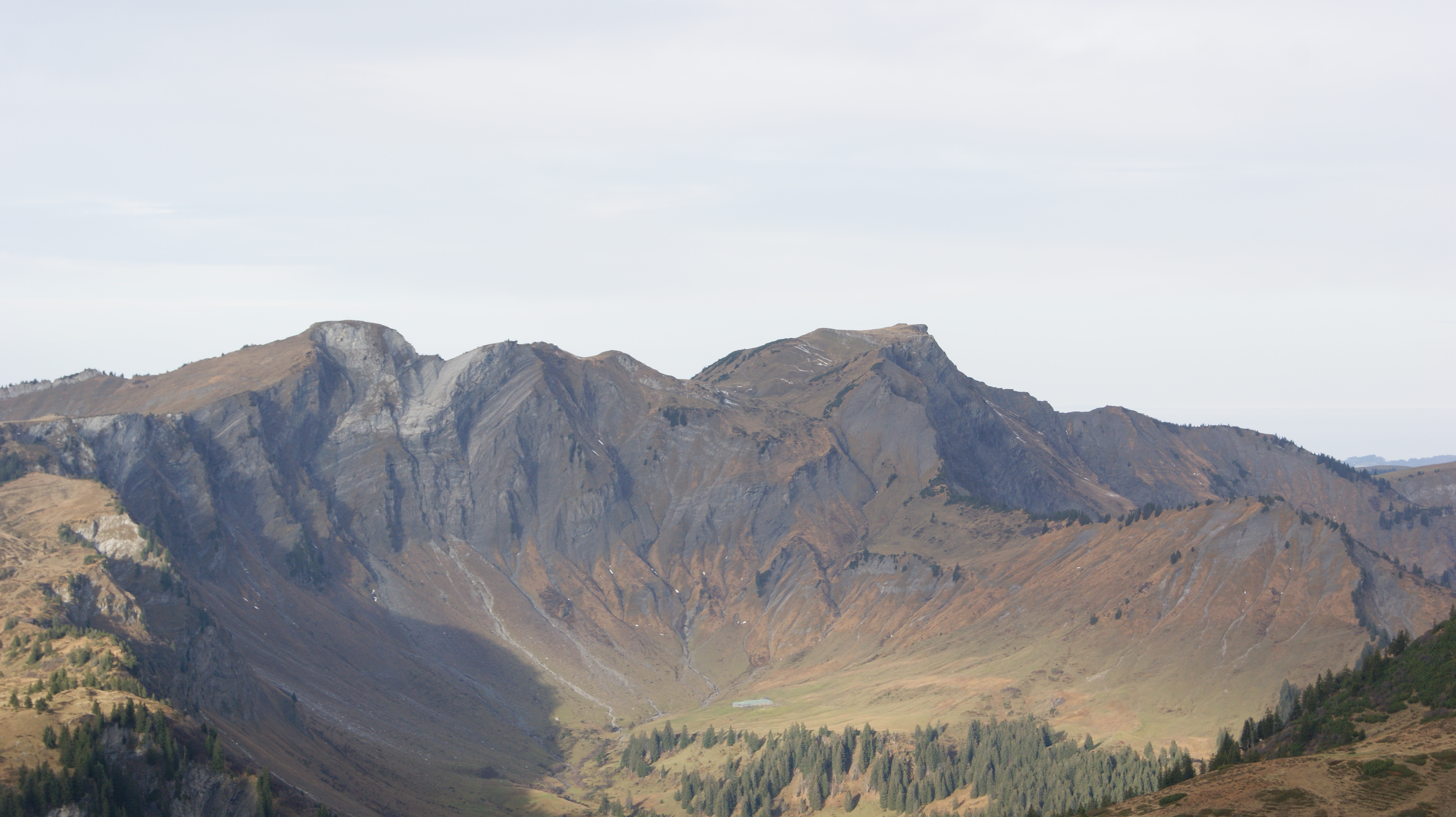
Matonagrat von Osten, Hohe Matona, Mellenköpfe, Hoher Freschen; vorne Vordermellen Alpe

Die Hohe Matona (umgangssprachlich nur Matona) ist ein 1998 m ü. A. (laut Lidar 1999 m) hoher Berg im Bregenzerwaldgebirge.

## Lage

### Politische Lage
Die Hohe Matona liegt an der Grenze der Gemeinde Laterns, Bezirk Feldkirch und der Stadt Dornbirn im namensgleichen Bezirk, im österreichischen Bundesland Vorarlberg.

### Gebirge
Der Berg liegt zentral in der Freschengruppe des Bregenzerwaldgebirges, am Matonagrat, der vom Hohen Freschen über den markanten Felsturm Schusterstuhl und die Hohe Matona bis zum Gerenfalben führt.

### Täler und Gewässer
Ostseitig fällt der Berg felsig steil ab in das Gebiet der Alpe Vordenmellen mit dem Vordermellenbach im hinteren Mellental.
Westseitig ist der Berg flacher und teils grasbewachsen. Der Garnitzabach wird zum Badbach, der im hinteren Laternsertal in die Frutz mündet.

## Naturschutz
Der Berg liegt wie die gesamte Umgebung im Naturschutzgebiet Hohe Kugel - Hoher Freschen - Mellental.
Die Ostseite gehört zum Großraumbiotop Hintermellen. Das Biotop Moorkomplex Vordere Mellenalpe liegt direkt am Osthang. Das Gebiet ist ein wertvoller Rückzugsraum für Wildtiere mit hohem Raumbedarf.

## Wanderungen und Skitouren
Vom Freschenhaus aus dauert der Aufstieg etwa 40 Minuten über das Matonajöchle, von Bad Laterns aus drei Stunden.
Im Winter ist die Hohe Matona ein beliebtes Ziel bei Skitourengehern. Man kann aus dem Skigebiet Laterns-Gapfohl oder von Bad Laterns aus aufsteigen. Die letzte Etappe geht man zu Fuß.